# Bénulás
Bénuláson egy testrész részleges vagy teljes működéskiesést értik. A neurológiában a bénulás az idegek működőképességének csökkenését jelenti, a vele járó érzés- és mozgáskiesésekkel. Átvitt értelemben a szubjektív érzetet is bénulásnak nevezik a működőképesség teljes megtartása mellett. A Christopher & Dana Reeve Foundation szerint minden ötvenedik ember diagnosztizálható bénulással. A mozgássérültek általában ellenzik a béna szó használatát emberre, mivel az ügyetlent is jelent. Csak az egyes testrészekkel kapcsolatban fogadják el.

## Bénulás testi okokból
A parézis szó a bénulás szinonimája. A teljes bénulást összetételekben a plégia jelöli.
Az izomerőt csökkentő bénulást okozhatja méreg, gyulladás, vagy a mozgatóidegek, vagy az izmok fizikai sérülése. A gyulladás által okozott bénulásra példa a gyermekbénulás, a fizikai sérülésre a lábak bénulása a gerincvelő megszakadása miatt. Ismert okok a szélütés, az infantilis cerebrálparézis, a perifériás neuropátia, az amiotrófiás laterálszklerózis (ALS), a botulizmus, a nyitott gerinc, a sclerosis multiplex, és a Guillain‑Barré-szindróma. A REM alvásban ideiglenes a bénulás, aminek szabályozási hibája alvási bénulást okoz. Az idegműködésre ható vegyszerek közül ismert példa a kuráre. Emellett a tudomány még sok más okról is tud.
A bénulás súlyosságát rendszerint az angol Medical Research Council (BMRC) által bevezetett skálán értékelik:
- 0/5: teljes bénulás, az izomaktivitás teljes hiánya
- 1/5: látható vagy tapintható összehúzódás mozgató hatás nélkül
- 2/5: a gravitációs erő kikapcsolásával a mozgás lehetséges
- 3/5: a gravitációval szembeni mozgás épphogy lehetséges
- 4/5: mozgás nagyobb ellenállással szemben is
- 5/5: normál erő

A pszeudoparalízis azt jelenti, hogy az érintett bizonyos mozdulatokat mellőz fájdalom, orgazmus, koordinációs zavarok, vagy más, az izomműködést közvetlenül nem érintő ok miatt. Gyerekeknél ez a veleszületett szifilisz jele lehet.

## Bénulás pszichikai okokból
A pszichikai okokból történő bénulások körébe tartozik a disszociatív mozgászavar (ICD-10 kód: F44.4). A mozgásképesség teljes, vagy részleges kiesése jellemzi az akaratlagosan irányítható izmokban, vagy a következők különböző és változó fokozatokban: ataxia, koordinációs zavarok, vagy képtelenség a segítség nélküli állásra.

## Változatai
A bénulás lehet helyi, vagy kiterjedt, egy bizonyos mintát követő. A legtöbb idegrendszer károsodása miatt bekövetkező bénulás állandó, azaz nem változik az idővel. Más okokból előfordulnak ideiglenes bénulások, például alvási bénulás.
A felszálló bénulás először az alsó végtagokat érinti, és felfelé terjed. A leszálló fordítva, először a felső végtagokat, és utána az alsó végtagokat bénítja meg. A felszálló bénulásra példa a Guillen-Barré-kór, vagy a Duchenne típusú izomsorvadás. A botulizmus a leszálló bénulásra ad példát.
A bénulás érintheti a gégét, és a hangszalagokat is, ezzel a hangadás, illetve a beszéd képességét rontva, vagy megszüntetve. Gyakran sürgős beavatkozást igényel, mert nehézlégzést is okozhat, különösen kétoldali esetben.

## Az állatvilágban
Sok állatfaj bénító mérget használ támadásra vagy védekezésre.

### Gerinctelenek
Egyes darázsfajok nőstényei az utódaik számára ejtett zsákmányt nem pusztítják el, hanem megbénítva helyezik el a fészekbe. Így biztosítják, hogy a hús friss maradjon. A megbénított áldozatra petéznek, ami a lárva tápláléka lesz.

### Gerincesek
A japán fugu étel egyik fő alapanyaga a Takifugu rubripes és más hasonló halak. Ezek tetrodotoxint tartalmaznak, amely az idegsejtek nátriumcsatornáihoz kötődik, így akadályozva azok működését. A méreg nem halálos adagja ideiglenes bénulást okoz. Ez a méreg több állatfajban is előfordul, még zsinórférgekben is.
A hosszú, megnyúlt testű kutyákban gyakran elmeszesedik a csigolyák közötti porckorong, és ettől törékennyé válik. Ha eltörik, akkor elcsúszhat, és ekkor nyomja az idegeket. A kisebb törés csak bénulást okoz, míg a nagyobb törés a vérkeringést is elzárhatja. A bénulás 24 órán belül műtéttel visszafordítható, ezután az esélyek rohamosan romlanak, mert a gerincvelő haldokolni kezd.
A bénulás egy másik fajtájában a lemez egy darabja letörik, bekerül a véráramba, és elzárja az áramlást. Az ér által elzárt idegek vérellátás hiányában elpusztulnak.
A német juhász különösen hajlamos a degeneratív mielopátiára. Ez a gerincvelő idegeinek folyamatos károsodása, ami a hátsó lábak gyengülését és bénulását okozza. Az érintett kutyáknál gyakran a vizelet-és a székletvisszatartás is gondot jelent. A betegség folyamatosan halad előre. Ez a betegség gyakran más nagy testű kutyákat is érint. Feltehetően autoimmun eredetű.
Szívzörejes macskákban vérrögök alakulhatnak ki, amelyek a vérárammal a lest minden pontjára eljuthatnak. Ha a vérrög elég nagy, akkor elzárhatja a combartériákat, ami a hátsó láb bénulását okozza.
Sok kígyófaj mérge erős neurotoxinokat tartalmaz,